# Кубок Англії з футболу 1983—1984
Кубок Англії з футболу 1983—1984 — 103-й розіграш найстарішого футбольного турніру у світі, Кубка виклику Футбольної Асоціації, також відомого як Кубок Англії.

## Перший раунд
| Дата                      | Господарі         | Рахунок | Гості             |
| ------------------------- | ----------------- | ------- | ----------------- |
| 19 листопада              | Олдершот          | 1:1     | Вустер Сіті       |
| 21 листопада Перегравання | Вустер Сіті       | 2:1     | Олдершот          |
| 19 листопада              | Лемінгтон         | 0:1     | Джиллінгем        |
| 19 листопада              | Баркінг           | 2:1     | Фарнборо          |
| 19 листопада              | Барнет            | 0:0     | Бристоль Роверз   |
| 22 листопада Перегравання | Бристоль Роверз   | 3:1     | Барнет            |
| 19 листопада              | Бостон Юнайтед    | 0:3     | Бері              |
| 19 листопада              | Борнмут           | 4:0     | Волсолл           |
| 19 листопада              | Бредфорд Сіті     | 0:0     | Віган Атлетік     |
| 28 листопада Перегравання | Віган Атлетік     | 4:2     | Бредфорд Сіті     |
| 19 листопада              | Бертон Альбіон    | 1:2     | Віндзор енд Ітон  |
| 19 листопада              | Челмсфорд Сіті    | 0:0     | Вікем Вондерерз   |
| 22 листопада Перегравання | Вікем Вондерерз   | 1:2     | Челмсфорд Сіті    |
| 19 листопада              | Честер Сіті       | 1:2     | Честерфілд        |
| 19 листопада              | Корінтіан Кежуалс | 0:0     | Бристоль Сіті     |
| 23 листопада Перегравання | Бристоль Сіті     | 4:0     | Корінтіан Кежуалс |
| 19 листопада              | Дагенем           | 2:2     | Брентфорд         |
| 22 листопада Перегравання | Брентфорд         | 2:1     | Дагенем           |
| 19 листопада              | Дарлінгтон        | 5:0     | Мосслі            |
| 19 листопада              | Ексетер Сіті      | 1:1     | Мейдстоун Юнайтед |
| 23 листопада Перегравання | Мейдстоун Юнайтед | 2:1     | Ексетер Сіті      |
| 19 листопада              | Фріклі Атлетік    | 0:1     | Олтрінгем         |
| 19 листопада              | Гейнсборо Триніті | 0:2     | Блекпул           |
| 19 листопада              | Галіфакс Таун     | 2:3     | Вітбі Таун        |
| 19 листопада              | Гайд Юнайтед      | 0:2     | Бернлі            |
| 19 листопада              | Кеттерінг Таун    | 0:7     | Свіндон Таун      |
| 19 листопада              | Маклсфілд Таун    | 0:0     | Йорк Сіті         |
| 22 листопада Перегравання | Йорк Сіті         | 2:0     | Маклсфілд Таун    |
| 19 листопада              | Менсфілд Таун     | 3:0     | Донкастер Роверз  |
| 19 листопада              | Міллволл          | 2:1     | Дартфорд          |
| 19 листопада              | Нортгемптон Таун  | 1:1     | Вотерлувіл        |
| 22 листопада Перегравання | Вотерлувіл        | 1:1     | Нортгемптон Таун  |
| 28 листопада Перегравання | Нортгемптон Таун  | 2:0     | Вотерлувіл        |
| 19 листопада              | Нортвіч Вікторія  | 1:1     | Бангор Сіті       |
| 22 листопада Перегравання | Бангор Сіті       | 1:0     | Нортвіч Вікторія  |
| 19 листопада              | Оксфорд Юнайтед   | 2:0     | Пітерборо Юнайтед |
| 19 листопада              | Пенріт            | 0:2     | Галл Сіті         |
| 19 листопада              | Порт Вейл         | 1:2     | Лінкольн Сіті     |
| 19 листопада              | Редінг            | 2:0     | Герефорд Юнайтед  |
| 19 листопада              | Рочдейл           | 1:0     | Кру Александра    |
| 19 листопада              | Ротергем Юнайтед  | 0:0     | Гартліпул Юнайтед |
| 23 листопада Перегравання | Гартліпул Юнайтед | 0:1     | Ротергем Юнайтед  |
| 19 листопада              | Сканторп Юнайтед  | 1:0     | Престон Норт-Енд  |
| 19 листопада              | Саутенд Юнайтед   | 0:0     | Плімут Аргайл     |
| 22 листопада Перегравання | Плімут Аргайл     | 2:0     | Саутенд Юнайтед   |
| 19 листопада              | Телфорд Юнайтед   | 3:0     | Стокпорт Каунті   |
| 19 листопада              | Торкі Юнайтед     | 1:2     | Колчестер Юнайтед |
| 19 листопада              | Транмер Роверз    | 2:2     | Болтон Вондерерз  |
| 22 листопада Перегравання | Болтон Вондерерз  | 4:1     | Транмер Роверз    |
| 19 листопада              | Вілдстоун         | 1:1     | Енфілд            |
| 22 листопада Перегравання | Енфілд            | 2:2     | Вілдстоун         |
| 28 листопада Перегравання | Вілдстоун         | 2:0     | Енфілд            |
| 19 листопада              | Вімблдон          | 2:1     | Лейтон Орієнт     |
| 19 листопада              | Рексем            | 1:5     | Шеффілд Юнайтед   |
| 19 листопада              | Йовіл Таун        | 0:1     | Герроу Боро       |
| 20 листопада              | Пул Таун          | 0:0     | Ньюпорт Каунті    |
| 22 листопада Перегравання | Ньюпорт Каунті    | 3:1     | Пул Таун          |

## Другий раунд
До другого раунду увійшли переможці першого раунду. 
| Дата                   | Господарі         | Рахунок | Гості            |
| ---------------------- | ----------------- | ------- | ---------------- |
| 10 грудня              | Бангор Сіті       | 1:1     | Блекпул          |
| 13 грудня Перегравання | Блекпул           | 2:1     | Бангор Сіті      |
| 10 грудня              | Болтон Вондерерз  | 2:0     | Менсфілд Таун    |
| 10 грудня              | Брентфорд         | 3:2     | Вімблдон         |
| 10 грудня              | Бристоль Роверз   | 1:2     | Бристоль Сіті    |
| 10 грудня              | Честерфілд        | 2:2     | Бернлі           |
| 19 грудня Перегравання | Бернлі            | 3:2     | Честерфілд       |
| 10 грудня              | Колчестер Юнайтед | 2:0     | Вілдстоун        |
| 10 грудня              | Дарлінгтон        | 0:0     | Олтрінгем        |
| 14 грудня Перегравання | Олтрінгем         | 0:2     | Дарлінгтон       |
| 10 грудня              | Джиллінгем        | 6:1     | Челмсфорд Сіті   |
| 10 грудня              | Герроу Боро       | 1:3     | Ньюпорт Каунті   |
| 10 грудня              | Лінкольн Сіті     | 0:0     | Шеффілд Юнайтед  |
| 19 грудня Перегравання | Шеффілд Юнайтед   | 1:0     | Лінкольн Сіті    |
| 10 грудня              | Мейдстоун Юнайтед | 3:2     | Вустер Сіті      |
| 10 грудня              | Міллволл          | 2:3     | Свіндон Таун     |
| 10 грудня              | Нортгемптон Таун  | 1:1     | Телфорд Юнайтед  |
| 14 грудня Перегравання | Телфорд Юнайтед   | 3:2     | Нортгемптон Таун |
| 10 грудня              | Плімут Аргайл     | 2:1     | Баркінг          |
| 10 грудня              | Редінг            | 1:1     | Оксфорд Юнайтед  |
| 14 грудня Перегравання | Оксфорд Юнайтед   | 3:0     | Редінг           |
| 10 грудня              | Ротергем Юнайтед  | 2:1     | Галл Сіті        |
| 10 грудня              | Сканторп Юнайтед  | 2:0     | Бері             |
| 10 грудня              | Віган Атлетік     | 1:0     | Вітбі Таун       |
| 13 грудня              | Віндзор енд Ітон  | 0:0     | Борнмут          |
| 19 грудня Перегравання | Борнмут           | 2:0     | Віндзор енд Ітон |
| 13 грудня              | Йорк Сіті         | 0:2     | Рочдейл          |

## Третій раунд
| Дата                  | Господарі                | Рахунок | Гості                   |
| --------------------- | ------------------------ | ------- | ----------------------- |
| 6 січня               | Астон Вілла              | 1:1     | Норвіч Сіті             |
| 11 січня Перегравання | Норвіч Сіті              | 3:0     | Астон Вілла             |
| 6 січня               | Ліверпуль                | 4:0     | Ньюкасл Юнайтед         |
| 6 січня               | Ноттінгем Форест         | 1:2     | Саутгемптон             |
| 7 січня               | Блекберн Роверз          | 1:0     | Челсі                   |
| 7 січня               | Блекпул                  | 2:1     | Манчестер Сіті          |
| 7 січня               | Болтон Вондерерз         | 0:3     | Сандерленд              |
| 7 січня               | Борнмут                  | 2:0     | Манчестер Юнайтед       |
| 7 січня               | Брайтон енд Гоув Альбіон | 2:0     | Свонсі Сіті             |
| 7 січня               | Бернлі                   | 0:0     | Оксфорд Юнайтед         |
| 11 січня Перегравання | Оксфорд Юнайтед          | 2:1     | Бернлі                  |
| 7 січня               | Крістал Пелес            | 1:0     | Лестер Сіті             |
| 7 січня               | Кембридж Юнайтед         | 0:3     | Дербі Каунті            |
| 7 січня               | Кардіфф Сіті             | 0:3     | Іпсвіч Таун             |
| 7 січня               | Карлайл Юнайтед          | 1:1     | Свіндон Таун            |
| 10 січня Перегравання | Свіндон Таун             | 3:1     | Карлайл Юнайтед         |
| 7 січня               | Колчестер Юнайтед        | 0:1     | Чарльтон Атлетік        |
| 7 січня               | Ковентрі Сіті            | 1:1     | Вулвергемптон Вондерерз |
| 10 січня Перегравання | Вулвергемптон Вондерерз  | 1:1     | Ковентрі Сіті           |
| 16 січня Перегравання | Ковентрі Сіті            | 3:0     | Вулвергемптон Вондерерз |
| 7 січня               | Дарлінгтон               | 4:1     | Мейдстоун Юнайтед       |
| 7 січня               | Фулгем                   | 0:0     | Тоттенгем Готспур       |
| 11 січня Перегравання | Тоттенгем Готспур        | 2:0     | Фулгем                  |
| 7 січня               | Джиллінгем               | 5:3     | Брентфорд               |
| 7 січня               | Гаддерсфілд Таун         | 2:1     | Квінз Парк Рейнджерс    |
| 7 січня               | Лідс Юнайтед             | 1:1     | Сканторп Юнайтед        |
| 10 січня Перегравання | Сканторп Юнайтед         | 1:1     | Лідс Юнайтед            |
| 16 січня Перегравання | Сканторп Юнайтед         | 4:2     | Лідс Юнайтед            |
| 7 січня               | Лутон Таун               | 2:2     | Вотфорд                 |
| 10 січня Перегравання | Вотфорд                  | 4:3     | Лутон Таун              |
| 7 січня               | Мідлсбро                 | 3:2     | Арсенал                 |
| 7 січня               | Плімут Аргайл            | 2:2     | Ньюпорт Каунті          |
| 10 січня Перегравання | Ньюпорт Каунті           | 0:1     | Плімут Аргайл           |
| 7 січня               | Портсмут                 | 2:1     | Грімсбі Таун            |
| 7 січня               | Рочдейл                  | 1:4     | Телфорд Юнайтед         |
| 7 січня               | Ротергем Юнайтед         | 0:0     | Вест-Бромвіч Альбіон    |
| 11 січня Перегравання | Вест-Бромвіч Альбіон     | 3:0     | Ротергем Юнайтед        |
| 7 січня               | Шеффілд Юнайтед          | 1:1     | Бірмінгем Сіті          |
| 10 січня Перегравання | Бірмінгем Сіті           | 2:0     | Шеффілд Юнайтед         |
| 7 січня               | Шеффілд Венсдей          | 1:0     | Барнслі                 |
| 7 січня               | Шрусбері Таун            | 3:0     | Олдем Атлетік           |
| 7 січня               | Сток Сіті                | 0:2     | Евертон                 |
| 7 січня               | Вест Гем Юнайтед         | 1:0     | Віган Атлетік           |
| 8 січня               | Ноттс Каунті             | 2:2     | Бристоль Сіті           |
| 10 січня Перегравання | Бристоль Сіті            | 0:2     | Ноттс Каунті            |

## Четвертий раунд
У цьому раунді зіграли переможці попереднього етапу.
| Дата                  | Господарі                | Рахунок | Гості             |
| --------------------- | ------------------------ | ------- | ----------------- |
| 28 січня              | Крістал Пелес            | 1:1     | Вест Гем Юнайтед  |
| 31 січня Перегравання | Вест Гем Юнайтед         | 2:0     | Крістал Пелес     |
| 28 січня              | Чарльтон Атлетік         | 0:2     | Вотфорд           |
| 28 січня              | Евертон                  | 0:0     | Джиллінгем        |
| 31 січня Перегравання | Джиллінгем               | 0:0     | Евертон           |
| 6 лютого Перегравання | Джиллінгем               | 0:3     | Евертон           |
| 28 січня              | Оксфорд Юнайтед          | 2:1     | Блекпул           |
| 28 січня              | Плімут Аргайл            | 2:1     | Дарлінгтон        |
| 28 січня              | Портсмут                 | 0:1     | Саутгемптон       |
| 28 січня              | Шрусбері Таун            | 2:0     | Іпсвіч Таун       |
| 28 січня              | Сандерленд               | 1:2     | Бірмінгем Сіті    |
| 28 січня              | Свіндон Таун             | 1:2     | Блекберн Роверз   |
| 28 січня              | Тоттенгем Готспур        | 0:0     | Норвіч Сіті       |
| 1 лютого Перегравання | Норвіч Сіті              | 2:1     | Тоттенгем Готспур |
| 29 січня              | Брайтон енд Гоув Альбіон | 2:0     | Ліверпуль         |
| 30 січня              | Шеффілд Венсдей          | 3:2     | Ковентрі Сіті     |
| 31 січня              | Мідлсбро                 | 2:0     | Борнмут           |
| 1 лютого              | Дербі Каунті             | 3:2     | Телфорд Юнайтед   |
| 1 лютого              | Гаддерсфілд Таун         | 1:2     | Ноттс Каунті      |
| 1 лютого              | Вест-Бромвіч Альбіон     | 1:0     | Сканторп Юнайтед  |

## П'ятий раунд
На цьому етапі зіграли переможці попереднього раунду.
| Дата      | Господарі            | Рахунок | Гості                    |
| --------- | -------------------- | ------- | ------------------------ |
| 17 лютого | Блекберн Роверз      | 0:1     | Саутгемптон              |
| 18 лютого | Бірмінгем Сіті       | 3:0     | Вест Гем Юнайтед         |
| 18 лютого | Дербі Каунті         | 2:1     | Норвіч Сіті              |
| 18 лютого | Евертон              | 3:0     | Шрусбері Таун            |
| 18 лютого | Ноттс Каунті         | 1:0     | Мідлсбро                 |
| 18 лютого | Оксфорд Юнайтед      | 0:3     | Шеффілд Венсдей          |
| 18 лютого | Вотфорд              | 3:1     | Брайтон енд Гоув Альбіон |
| 18 лютого | Вест-Бромвіч Альбіон | 0:1     | Плімут Аргайл            |

## Шостий раунд
На цьому етапі зіграли переможці попереднього раунду.
| Дата                    | Господарі       | Рахунок | Гості           |
| ----------------------- | --------------- | ------- | --------------- |
| 10 березня              | Бірмінгем Сіті  | 1:3     | Вотфорд         |
| 10 березня              | Ноттс Каунті    | 1:2     | Евертон         |
| 10 березня              | Плімут Аргайл   | 0:0     | Дербі Каунті    |
| 14 березня Перегравання | Дербі Каунті    | 0:1     | Плімут Аргайл   |
| 10 березня              | Шеффілд Венсдей | 0:0     | Саутгемптон     |
| 20 березня Перегравання | Саутгемптон     | 5:1     | Шеффілд Венсдей |

## Півфінали
У півфіналах зіграли команди, що перемогли на попередньому етапі.
| Дата      | Господарі | Рахунок | Гості         |
| --------- | --------- | ------- | ------------- |
| 14 квітня | Евертон   | 1:0     | Саутгемптон   |
| 14 квітня | Вотфорд   | 1:0     | Плімут Аргайл |

## Фінал
| 19 травня 1984 |

| «Евертон»         | 2:0      | «Вотфорд» |
| ----------------- | -------- | --------- |
| Шарп 38' Грей 51' | Протокол |           |

| Вемблі, Лондон Глядачів: 100 000 Арбітр: Джон Хантінг |